# União das Freguesias de Ervedal e Vila Franca da Beira
União das Freguesias de Ervedal e Vila Franca da Beira, kurz Ervedal e Vila Franca da Beira, ist eine portugiesische Gemeinde (Freguesia) im Kreis (Concelho) von Oliveira do Hospital. Sie umfasst eine Fläche von 28,78 km² und hat 1394 Einwohner (Stand nach Zahlen von 2011).
Die Gemeinde entstand im Zuge der kommunalen Neuordnung Portugals nach den Kommunalwahlen am 29. September 2013, als Zusammenschluss der bisherigen Gemeinden Ervedal und Vila Franca da Beira. Sitz der neuen Gemeinde wurde Ervedal, die Gemeindeverwaltung Vila Franca da Beira blieb dazu als Bürgerbüro vor Ort bestehen.